# El Obraje, San Felipe del Progreso
El Obraje är en ort i kommunen San Felipe del Progreso i delstaten Mexiko i Mexiko. Samhället hade 1 684 invånare vid folkräkningen 2020.